# إدوارد ريو (ضابط)
إدوارد ريو (بالإنجليزية: Edward Riou) (20 نوفمبر 1762– 2 أبريل 1801) (زميل الجمعية الملكية)، ضابط في البحرية الملكية، إذ خدم خلال حروب الثورة الفرنسية تحت إمرة العديد من أبرز ضباط البحرية في عصره وحصل على الشهرة والاحترام نتيجة حادثين اثنين بشكل خاص.
دخل ريو البحرية في سن 12 عامًا، خدم كضابط صف بحري في رحلة الاستكشاف الثالثة والأخيرة للكابتن جيمس كوك بعد فترة قضاها في المياه البريطانية والأمريكية الشمالية. رسم الفنان الشهير دانيل غاردنر بورتريه خاص بريو قبل قيامه بهذه الرحلة. خدم في عدة محطات بحرية أثناء ترقيه في الرتب، ولكنه تحمل أيضًا فترات بطالة. تلقى أول قيادة له في عام 1789، وهي الفرقاطة السابقة (إتش إم اس غارديان) والتي كانت تستخدم لنقل المؤن والمدانين إلى أستراليا.
اصطدمت سفينته من سوء حظه بجبل جليدي أثناء قيادته، مما تسبب في غرق سفينته بالكامل. ترك معظم أفراد الطاقم السفينة بعد عدة محاولات لإيقاف الفيضان في الهيكل التالف. على الرغم من توقعه التام لوفاته، فقد رفض ريو مغادرة سفينته، وتُرك مع عدد قليل آخر من أفراد الطاقم لمحاولة تنفيذ المهمة شبه المستحيلة المتمثلة بالإبحار في السفينة الغارقة عدة مئات من الكيلومترات إلى أن ترسو. بعد تسعة أسابيع في البحر، ومع استمرار العمل والتحمل استطاع ريو التنقل بنجاح في سفينته التي كانت شبه غارقة في البحر وإعادتها إلى الميناء، منقذًا حياة أولئك الذين اختاروا البقاء معه.
أكسبه إنجازه هذا ترقيات وفي النهاية رتب قيادة، لكن أجبرته فترة من اعتلال صحته على التقاعد المؤقت من الخدمة الفعلية. تعافى سريعًا، وكُلف بقيادة فرقاطة (إتش إم إس أمازون) الجديدة الحاوية على 38 مدفع، وكُلف في عام 1801 برحلة السير هايد باركر إلى بحر البلطيق. عمل ريو عن كثب مع نائب الأدميرال هوراشيو نيلسون أثناء الاقتراب من معركة كوبنهاغن، واكتسب ثقة وإعجاب نيلسون. عين نيلسون ريو لقيادة سرب فرقاطته خلال المعركة، ولكن عندما بدأ الاشتباك بشكل سيء بالنسبة للبريطانيين، بادر ريو إلى مهاجمة الحصون الدنماركية على الرغم من امتلاكهم مدافع أكثر. تجاهل نيلسون إشارة الانسحاب التي أرسلها باركر وشعر ريو بأنه ليس لديه خيار سوى إطاعة ضابطه القائد، على الرغم من يأسه مما قد يظنه نيلسون بشأن إشارة الانسحاب. عندما تأرجحت فرقاطة الأمازون، كشفت عن تأثرها الشديد بالمدافع الدنماركية. شجع ريو رجاله حتى النهاية عندما لقى مصرعه بقذيفة مدفع. وصف نيلسون وفاة ريو عند سماعه للخبر بأنها خسارة «لا تُعوض». أقيم نصب تذكاري لذكراه في كاتدرائية القديس بولس، وأحيت ذكرى فقدانه بقصيدة «الشهم الطيب ريو».

## العائلة والنشأة
ولد ريو في جبل إفرايم، بالقرب من فافيرشام، كنت، في 20 نوفمبر 1762، وهو الابن الثاني للكابتن ستيفن ريو من الحرس الثوري، وزوجته دوروثي. بدأ حياته المهنية البحرية في سن الثانية عشرة، وانضم إلى فرقاطة السير توماس باي (إتش إم إس بارفيلور) ذات ال 90 مدفع في بورتسموث. وكانت فرقاطته التالية هي (إتش إم إس رومني) ذات ال 50 مدفع، وهي فرقاطة نائب الأميرال جون مونتاجو في محطة نيوفاولاند. مع حلول عام 1776 حصل ريو على رتبة ضابط صف بحري وانضم إلى فرقاطة الكابتن تشارلز كليرك (إتش إم إس ديسكوفري) في رحلة إلى المحيط الهادئ تحت قيادة الكابتن جيمس كوك على متن فرقاطة (إتش إم إس ريزلوشن). كانت هذه الرحلة هي رحلة كوك الاستكشافية الثالثة، وبعد وفاته في هاواي، تولى كليرك القيادة، وانتقل إلى فرقاطة ريزلوشن جالبًا معه الضابط ريو.
اجتاز ريو اختبار رتبة الملازم في 19 أكتوبر من عام 1780، بعد وقت قصير من عودة البعثة إلى بريطانيا، وتلقى ترقيته في 28 أكتوبر من نفس العام. كان أول تعيين له كملازم في الفرقاطة الحراقة (إتش إم إس سكوراج) المكونة من 14 مدفع، والتي أُرسلت للعمل في جزر الهند الغربية. ويبدو أن ريو قد مرض في هذه الجزر –إذ أنها تجربة شائعة لضباط البحرية الذين يخدمون في المناطق الاستوائية- لكنه نجا وعاد إلى بريطانيا وخرج من سفينته في 3 فبراير من عام 1782 وتوجه إلى المستشفى البحري الملكي في هاسلار. استعاد ريو صحته، وبحلول أبريل من عام 1783 عاد إلى الخدمة الفعلية، وانضم إلى حراس بورتسماوث حراس فرقاطة (إم إم إس غانجس). خرج من نهر الغانج في يونيو 1784، واستمر في الحصول على رواتب نصفية (راتب تقاعدي)، والتي استمرت لمدة عامين حتى حصل على منصب آخر، وهذه المرة على سفينة (إتش إم إس ساليزبوري) في مارس من عام 1786. كانت سالزبوري بارجة اللواء البحري جون إليوت، الذي أبحر إلى نيوفاوندلاند لتولي منصبه كعميد بحري هناك. خلال هذه الفترة من حياة ريو، وصفه أحد البحارة هناك على فرقاطة الغانج بأنه «منضبط بشكل صارم مع تعصب بشأن النظافة». ولوحظ أنه رجل متدين، وابن وشقيق حنون. بعد تسريحه من ساليزبوري في نوفمبر من عام 1788 عاد للحصول على رواتب نصفية، لكنه نجح في الوقت ذاته في جذب انتباه عائلة تاونسند، وكان قادرًا على استخدام رعايتهم لتأمين منصب قيادة فرقاطة (إتش إم إس غارديان)، في أبريل من عام 1789.

## قيادة الغارديان
كانت الغارديان فرقاطة سابقة حاويةً على 44 مدفع ومكونة من طابقين، ولكنها كانت مسلحة بشكل جيد ومحملة بمؤن لنقلها إلى المستعمرة البريطانية في خليج بوتاني. بالإضافة إلى هذه المؤن -المكونة من البذور والنباتات والآلات الزراعية والماشية بقيمة إجمالية تصل إلى نحو 70,000 جنيه إسترليني- توجب على الغارديان نقل عدد من المدانين مع المشرفين عليهم. كان على متن الغارديان ضابط بحري صغير يدعى توماس بيت، نجل السياسي توماس بيت وابن أخ رئيس الوزراء ويليام بيت.
مع وجود أكثر من 300 شخص على متن سفينته، غادر ريو سبتهيد في 8 سبتمبر من عام 1789، وقام برحلة هادئة إلى رأس الرجاء الصالح حيث حمل المزيد من الماشية والنباتات. أثناء تواجده في رأس الرجاء الصالح، التقى ريو مع الملازم ويليام بلاي، الذي أبحر مع ريو في رحلة كوك الثالثة، التي كان خلالها بلاي سيد الإبحار (البحار المحترف) لسفينة ريزلوشن. وصل بلاي إلى رأس الرجاء الصالح قادمًا من تيمور، حيث هبط بعد رحلة امتدت ل 3.618 ميل في قارب مفتوح بعد التمرد الذي حصل على متن فرقاطة (إتش إم إس باونتي). بعد الانتهاء من إعادة تموينه، أبحر ريو من رأس الرجاء الصالح في منتصف شهر ديسمبر، مستعينًا برياح الغربيات، وبدء الجزء الثاني من رحلته إلى نيو ساوث ويلز. عشية عيد الميلاد، بعد مضي اثني عشر يومًا من مغادرته رأس الرجاء الصالح، شوهد جبل جليدي كبير، وقرر ريو استعمال الجليد لتجديد مخزوناته من المياه العذبة التي استنفدت بسرعة بسبب الحاجة إلى إمداد النباتات والحيوانات التي كان ينقلها.

### ريو والجبل الجليدي
رسا ريو بالقرب من الجبل الجليدي، وأرسل القوارب لجمع الجليد. هبط الليل خافيًا الجبل الجليدي عن الأنظار مع انحدار ضباب مفاجئ بالتزامن مع عودة القوارب الأخيرة. وجد ريو نفسه في وضع خطير. إذ أنه في مكان ما باتجاه الرياح توجد كتلة كبيرة من الجليد، مخفية في الظلام والضباب. نشر ريو مراقبين في مقدمة السفينة وعند حبال الاشرعة، وبدأ يتقدم ببطء للأمام. بعد وقت ما بدا أن الخطر قد تلاشى، واعتقد أن الجبل الجليدي أصبح خلفه، وكلن بدا للمراقبين في مقدمة السفينة عند الساعة 9 صباحًا توهج باهت غريب. أمر ريو بتحويل الدفة بقوة إلى جهة الميمنة، لتكشف له الرياح جدار من الجليد أعلى من صواري السفينة المنزلقة على طول الجانب. بدا لفترة وجيزة أن الخطر قد تُجنب، ولكن مع مرور الوقت، اصطدمت الغارديان ببروز تحت الماء لتبدأ بالتحطم. على الرغم من خطورة الوضع، بقي ريو هادئًا، مستخدمًا الأشرعة للتخلص من الجليد، ثم قيم الضرر. الآن بعد النجاة من الخطر الواضح للجليد، وجد ريو نفسه في وضع يائس. وصل ارتفاع الماء في العنبر إلى نحو قدمين وكان ارتفاع هذا المنسوب يزداد في تسارع، بالتزامن مع ارتفاع موج البحر ونشوب عاصفة. على الرغم من عمل المضخات بشكل سليم، لكنها لم تستطع مواكبة تدفق المياه، وبحلول منتصف الليل وصل ارتفاع المياه في العنبر إلى 6 أقدام. عند الفجر في يوم عيد الميلاد، جرت محاولة لترقيع الهيكل، وتضمنت تخفيض الشراع الإضافي المدعم بخشب البلوط والمربوط بألياف مشبعة ووضعه على الجانب لتغطية الشرخ في الهيكل وإبطاء الفيضان. كان هذا الإجراء ناجحًا بشكل مؤقت وبحلول الساعة 11:00 تمكنت المضخات من خفض مستوى المياه إلى 19 بوصة. كانت فترة الراحة قصيرة، إذ انقسم الشراع تحت ضغط الماء وبدأ منسوب المياه في الارتفاع مرة أخرى. طلب عدد من البحارة الإذن للذهاب إلى قوارب السفينة، ولكن أقنعهم ريو بالبقاء، ترافق ذلك مع محاولة أخرى لترقيع الهيكل بواسطة مناورة أخرى فشلت بسبب انفصال الشراع على الفور. بحلول ظلام ليلة 25 ديسمبر، ارتفعت المياه في العنبر إلى 7 أقدام، وكانت السفينة تتقلب بعنف، ما سمح للمياه بالتدفق إلى جانب السفينة. أمر ريو بإلقاء المؤن والبنادق والماشية في المياه في محاولة منه لتخفيف حمل السفينة، لكنه أصيب إذ سُحقت يده بسقوط برميل خشبي عليها أثناء محاولته لإفراغ غرفة الخبز. في صباح اليوم التالي، كانت السفينة تستقر على مؤخرتها، في حين تمزقت الأشرعة في العاصفة. ومرة أخرى، طلب البحارة -الذين انضم إليهم المحكومين هذه المرة- السماح لهم بالنزول إلى القوارب. لقد وافق ريو أخيرًا على هذا الأمر، مدركًا تمامًا أنه لم تكن هناك قوارب كافية للجميع، وأعلن "«بالنسبة لي، لقد عقدت العزم على البقاء في السفينة، وسأعمل على جعل وجودي مفيدًا طالما كانت هناك أي طريقة لذلك».